# Вулиця Миколи Пирогова (Тернопіль)
Вулиця Пирогова — одна з вулиць міста Тернополя. Названа на честь відомого лікаря Миколи Пирогова.

## Відомості
Колишня назва — вулиця Шевченка.
Розпочинається від вулиці Князя Острозького, пролягає закрученою вправо дугою в напрямку до вулиці Замонастирської, на перетині з якою закінчується неподалік від моста (званого в народі «Горбатим») через залізницю.

## Транспорт
На вулиці знаходиться зупинка «Лікарня швидкої допомоги», на якій зупиняються автобусні маршрути №13, 14, 15, 16, 18, 19, 20, 20А, 22, 22А, 26, 26А, 27, 28, 29, 30, 35, 36, 37, 39, тролейбуси №3, 4, 5, 6, 7, 8, 9.

## Дотичні вулиці
Правобічна —  Шпитальна. Лівобічні: Гоголя, Федьковича

## Установи, організації
- Кондитерська фабрика ПАТ «ТерА»[3]
- редакція газети «Номер один»
- Спортивно-танцювальний центр «Фітнес Хаус»[4]
- Стоматологічна клініка «Ваш стоматолог» (вулиця Пирогова, 2[5])